# Mandylion (album)
Mandylion – trzeci album studyjny zespołu The Gathering. Jest to pierwszy album nagrany z wokalistką Anneke van Giersbergen.

## Lista utworów
1. "Strange Machines" – 6:04
2. "Eléanor" – 6:42
3. "In Motion #1" – 6:56
4. "Leaves" – 6:01
5. "Fear the Sea" – 5:50
6. "Mandylion" – 5:02
7. "Sand and Mercury" – 9:57
8. "In Motion #2" – 6:08

### Bonus CD
W 2005 roku Century Media wydała reedycję albumu poszerzoną o kolejną płytę CD która zawierała wersje demo niektórych utworów oraz teledysk do utworu "Leaves". Utwory 1-3 zostały nagrane w 1994 roku, a 4-7 w 1995 roku.
1. "In Motion #1"
2. "Mandylion"
3. "Solar Glider (Instrumental)" (przedtem niewydany)
4. "Eléanor"
5. "In Motion #2"
6. "Third Chance" (z albumu Nighttime Birds)
7. "Fear the Sea"

## Listy sprzedaży
| Lista   | Kraj     | Pozycja |
| ------- | -------- | ------- |
| Top 100 | Holandia | 20      |